# Alanne (sjö i Finland)
Alanne är en del av sjön Pihlajavesi (Saimen) i Finland.   Den ligger i landskapet Södra Savolax, i den södra delen av landet, 260 km nordost om huvudstaden Helsingfors. 